# Rue Fernand-Pelloutier
La rue Fernand-Pelloutier est une voie du 17e arrondissement de Paris, en France.

## Situation et accès
La rue Fernand-Pelloutier est une voie publique située dans le 17e arrondissement de Paris. Elle débute au 4-10, rue de Pont-à-Mousson et se termine au 13, rue Louis-Loucheur.

## Origine du nom

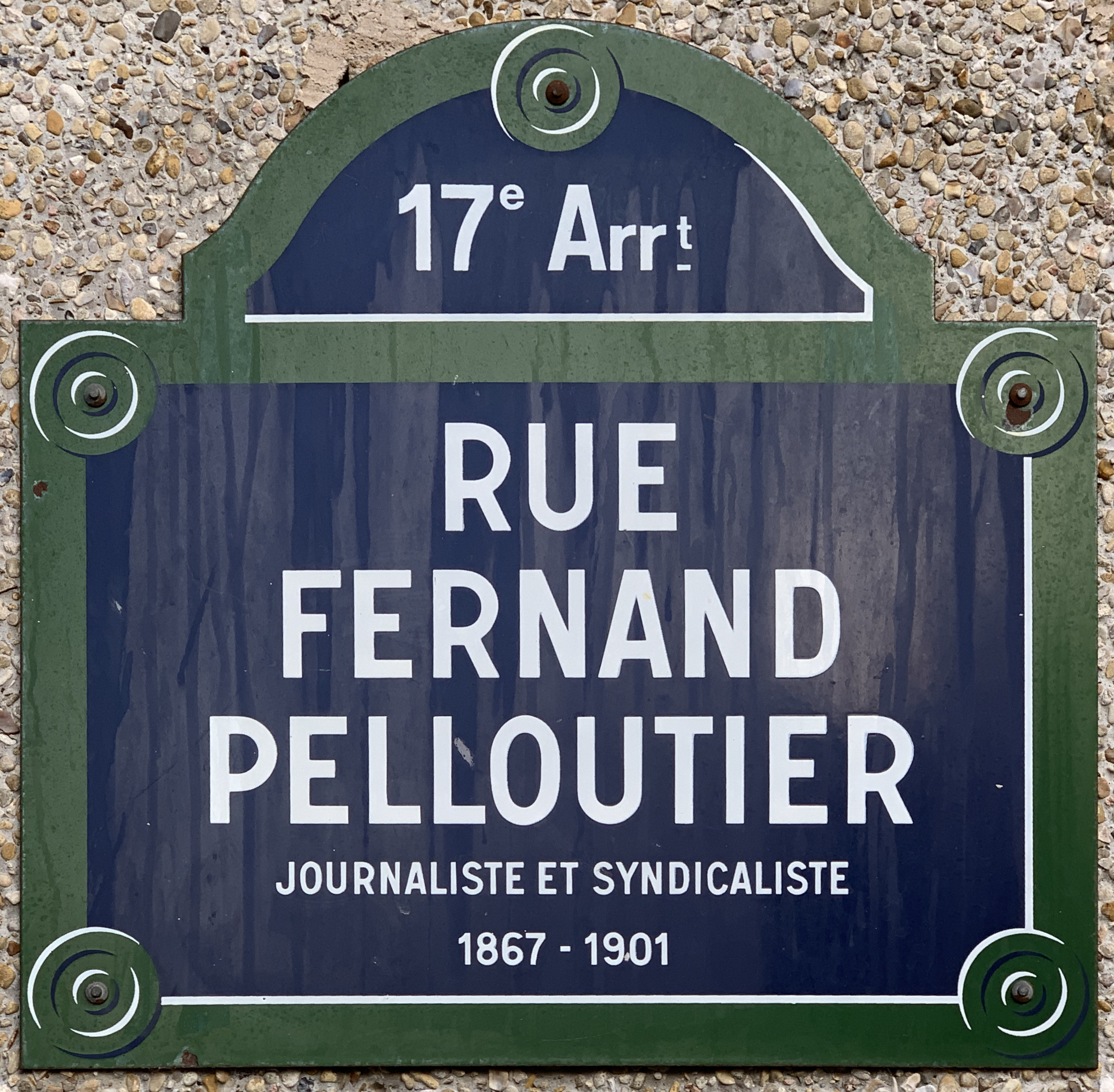
Plaque de la rue.

Elle porte le nom de du syndicaliste français Fernand Pelloutier (1867-1901).

## Historique
Cette rue est ouverte et prend sa dénomination actuelle en 1932 sur l'emplacement du bastion no 40 de l'enceinte de Thiers.